# Temple d'Athéna Polias

Plan de l'Acropole. Le site de l'ancien temple porte le n°2.

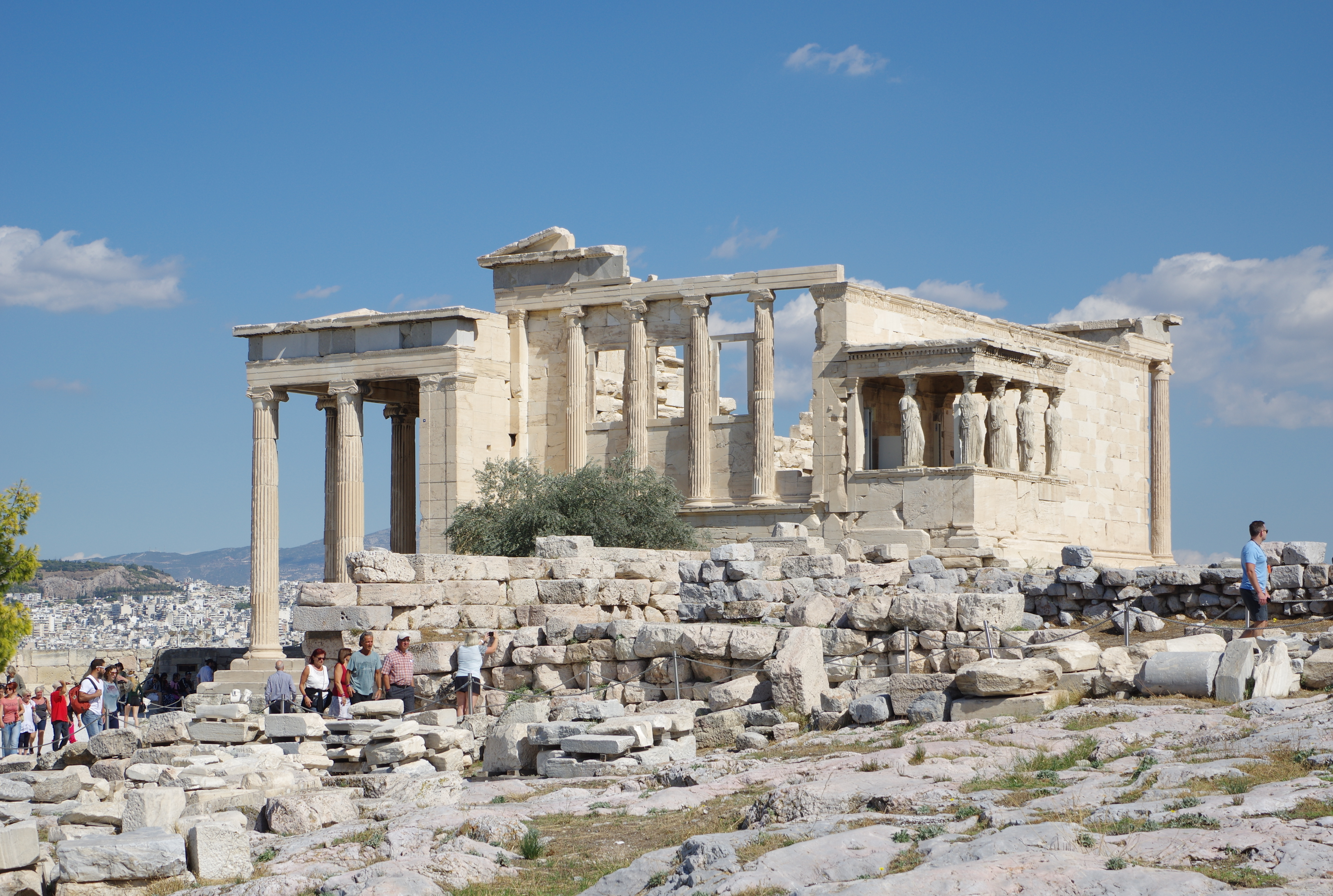
Fondations de l’ancien temple d'Athéna, visibles devant l'Érechthéion.

L’ancien temple d'Athéna était l'un des monuments centraux de l'Acropole d'Athènes. Il était dédié à Athéna Polias (Πολιάς, « protectrice de la cité »), la divinité poliade d'Athènes, qu'on retrouve sur ses monnaies.
Le temple se dressait entre les sites actuels du Parthénon et de l'Érechthéion. Il fut détruit par les Perses en 480 av. J.-C., durant les guerres médiques, puis reconstruit. Un incendie a mis fin à son existence en 406 av. J.-C., laissant place à l'achèvement de l'Érechthéion.
Lysimachè fut la première grande prêtresse d'Athéna, fonction qu'elle occupa pendant soixante-quatre ans d'après l'inscription figurant sur la base de la statue qui lui fuit dédiée sur l'Acropole.

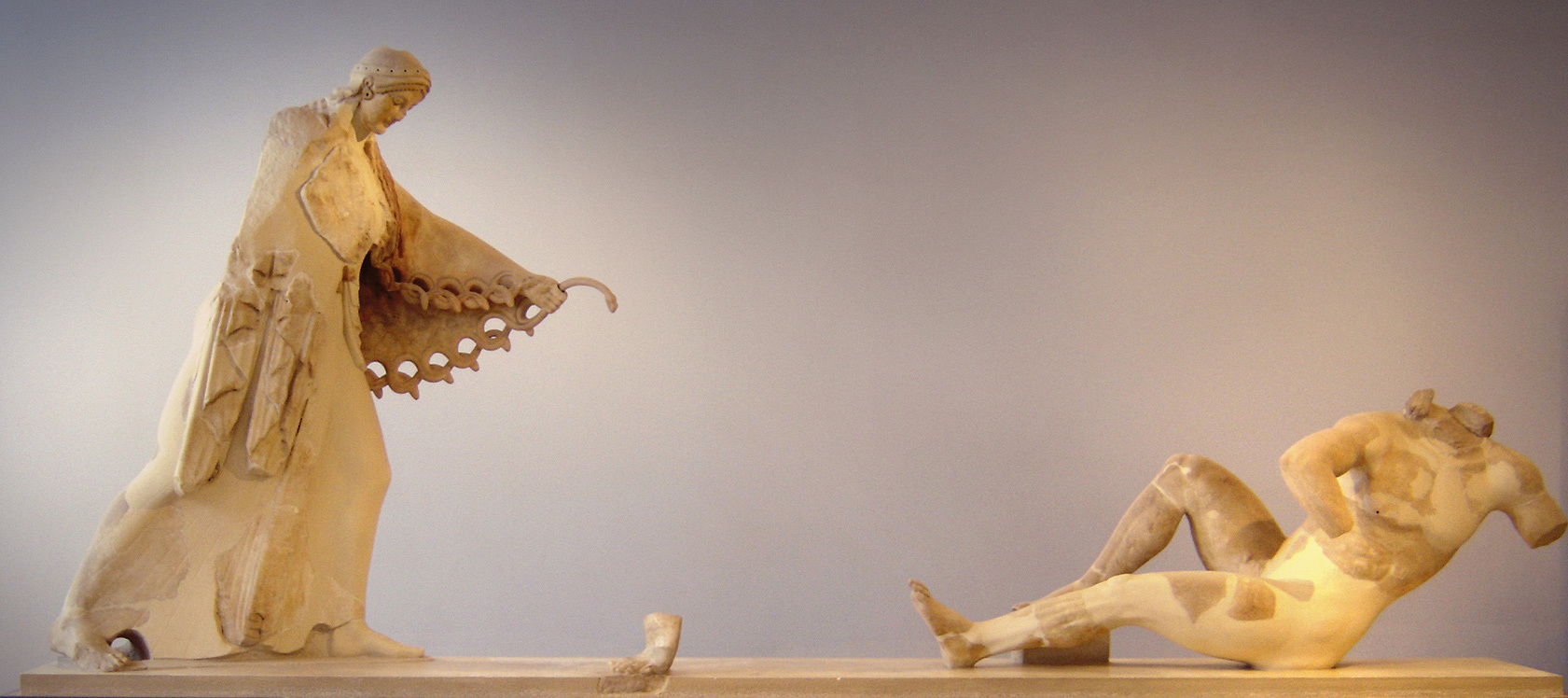
Athéna combattant lors de la gigantomachie. Fronton ouest du temple d'Athéna Polias, marbre de Paros, ca. -520. Musée de l'Acropole d'Athènes.

Documents anciens
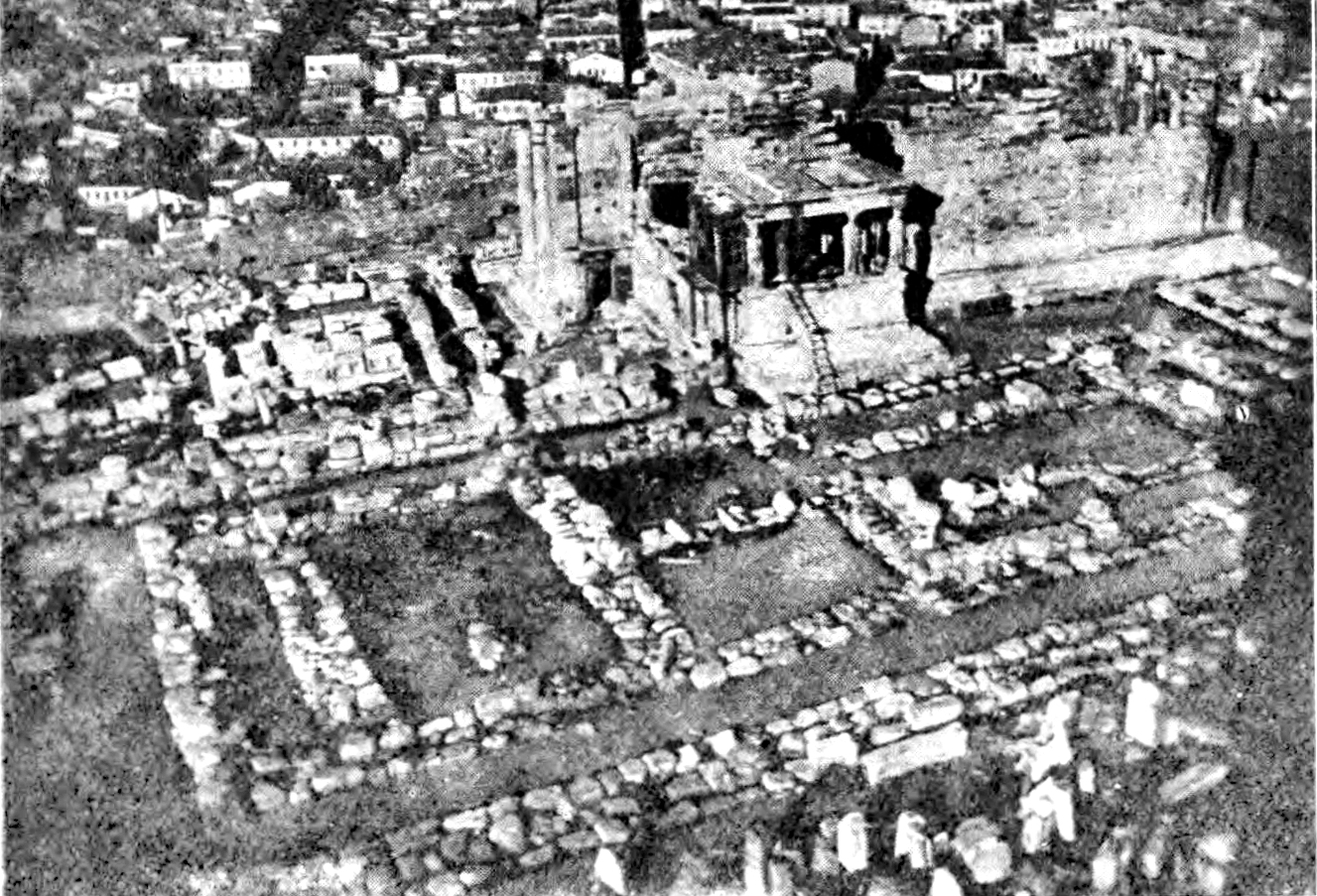
Fondations du temple d'Athéna Polias, devant l'Érechthéion.
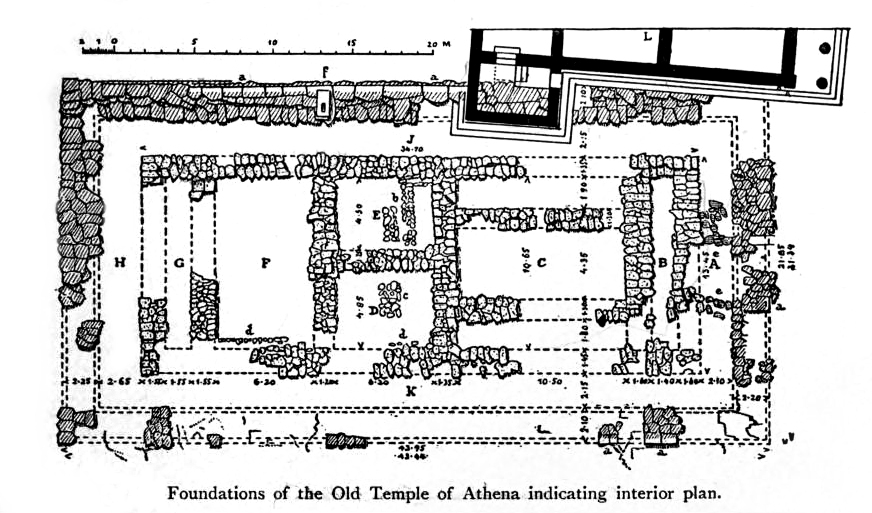
Plan des fondations du temple.
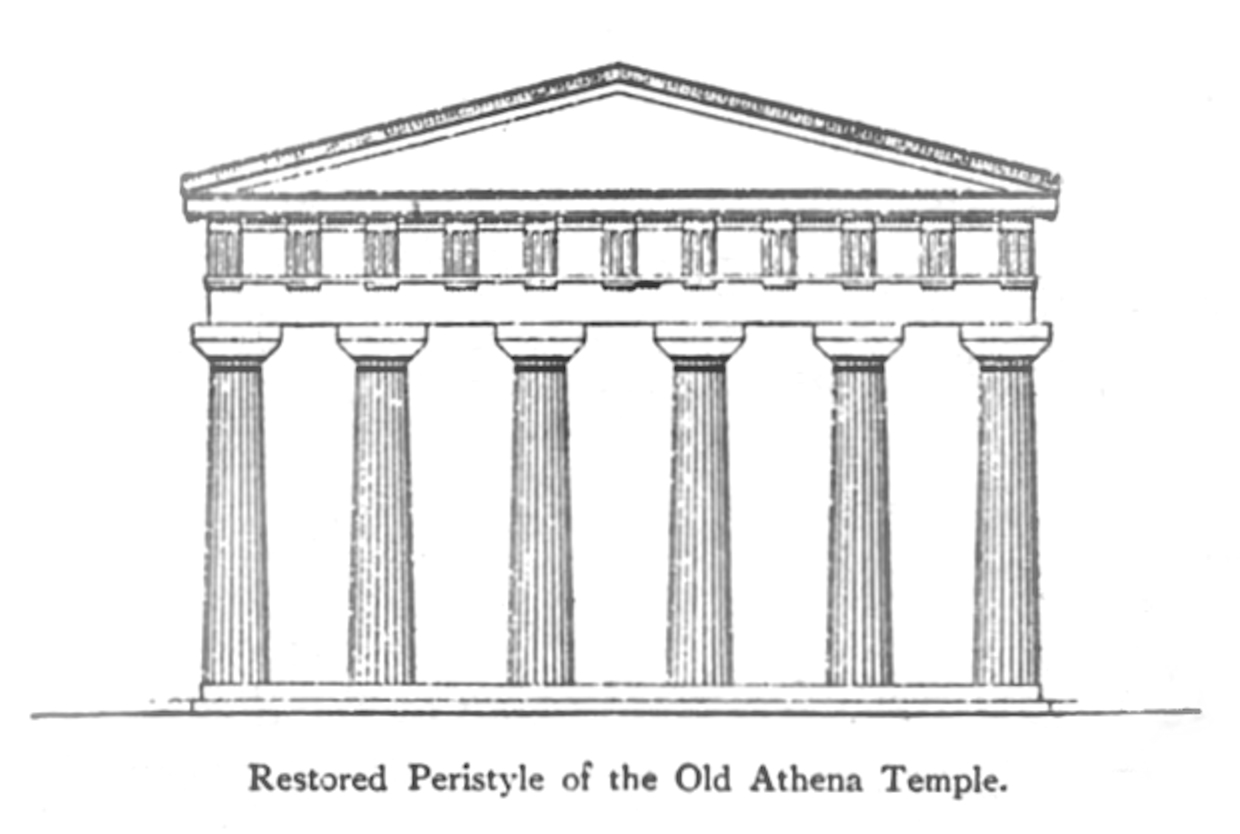
Restitution du temple.